# Ondangua

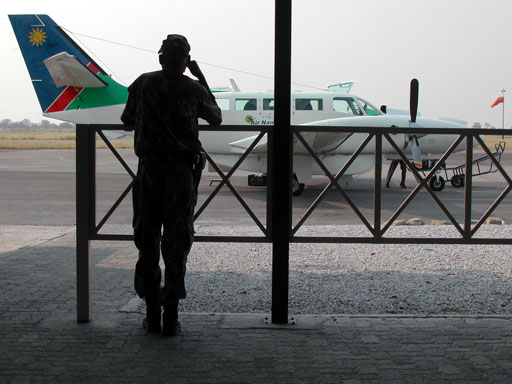
Aeropuerto de Ondangua.

Ondangua (a veces escrito Ondangwa), es un pequeño pueblo en el norte de Namibia, cerca de la frontera con Angola.
La última vez que fue censado, en 1991, el pueblo tenía 7926 habitantes, siendo la mayoría de ellos miembros de la etnia ovambo.
Durante el periodo de ocupación de Namibia (entonces llamado África del Sudoeste) por parte de Sudáfrica, y mientras se copiaron las políticas de desarrollo separado del apartheid, el pueblo sirvió como capital administrativa del bantustán de Ovambolandia.
Por su cercanía a la frontera, durante gran parte del conflicto bélico en la región (1966-1989), Ondangua fue un importante centro de operaciones militares de las fuerzas sudafricanas, contando con una base aérea así como sirviendo de cuartel general de los batallones 53 y 101 del ejército —el 101 compuesto en su totalidad de nativos ovambo.
- Datos: Q2023773
- Multimedia: Ondangwa / Q2023773